# Selenyphantes
Selenyphantes là một chi nhện trong họ Linyphiidae.